# Муратсайский сельский округ
Муратсайский сельский округ — административно-территориальное образование в Бокейординском районе Западно-Казахстанской области.

## Административное устройство
1. село Муратсай
2. село Ажен
3. село Тайгара
4. село Коккамыс (ликвидировано в 2013 году)